# Ernest Tapai
Ernest Tapai detto Ernie (Perth, 14 febbraio 1967) è un ex calciatore ed ex giocatore di calcio a 5 australiano.

## Carriera

### Calcio

#### Club
Tapai ha esordito a 18 anni con il Footscray JUST nella National Soccer League. Dopo aver giocato per il Sunshine George Cross e l'Adelaide City, nel 1992 si è trasferito all'estero firmando per gli inglesi dello Stoke City, con cui tuttavia non ha disputato alcuna partita ufficiale.
Nel 1993 ha firmato per i portoghesi dell'Estoril-Praia prima di ritornate nella NSL prima con i Gippsland Falcons, poi con i Collingwood Warriors e infine con il Perth Glory.
Dal 1998 a 2001 ha giocato nella S.League singaporiana per lo Home United e il Clementi Khalsa, dove ha chiuso la carriera.

#### Nazionale
Tapai ha disputato 37 partite con la Nazionale australiana tra il 1986 e il 1998 segnando 6 gol.
Ha fatto parte della selezione che ha vinto la Coppa delle nazioni oceaniane 1996 e di quella che ha concluso la Confederations Cup 1997 al secondo posto.

### Calcio a 5
Utilizzato nel ruolo di giocatore di movimento, ha come massimo riconoscimento in carriera la partecipazione con la Nazionale di calcio a 5 dell'Australia al FIFA Futsal World Championship 1989 dove la nazionale australiana non ha superato il primo turno, affrontando Stati Uniti, Italia e Zimbabwe.